# SN 2011fe
SN 2011fe, provotno nazvana PTF 11kly, je zvijezda koja je eksplodirala u Tip Ia supernovu u galaksiji Messier 101. Eksplozija je prvi put zamijećena 24. kolovoza 2011. godine prilikom pregledavanja podataka uzetih u noći s 22. na 23. kolovoza 2011. Supernova je otkrivena u ranim stadijima ekplozije, kada je bila prividno milijun puta tamnija od najtamnijih zvijezda vidljivih golim okom. Sjaj supernove povećavao se sljedeća dva tjedna, sve dok 13. rujna 2011. nije dosegla maksimalnu prividnu magnitudu od +9.9, što je značilo da je apsolutna magnituda iznosila oko -19. U svom maksimumu, supernova je bila oko 2.5 milijarde puta sjajnija od Sunca. Do kraja rujna 2011. sjaj supernove je pao do 11. magnitude, a do početka siječnja 2012. pao je do 14. magnitude.
Važnost supernova tip Ia je što imaju podjednak maksimalni sjaj. Poznavajući njihov apsolutni maksimalni sjaj i maksimalni prividni sjaj moguće je veoma precizno odrediti udaljenost eksplozije. Zbog tih karakteristika supernove ovakvog tipa su važne za određivanje udaljenosti galaksija u kojima su eksplodirale.